# San Miguel, Tepeaca
San Miguel är en ort i Mexiko.   Den ligger i kommunen Tepeaca och delstaten Puebla, i den sydöstra delen av landet, 140 km öster om huvudstaden Mexico City. San Miguel ligger 2 490 meter över havet och antalet invånare är 640.
Terrängen runt San Miguel är kuperad åt nordväst, men åt sydost är den platt. Runt San Miguel är det tätbefolkat, med 266 invånare per kvadratkilometer. Närmaste större samhälle är Tepeaca, 12,2 km söder om San Miguel. Trakten runt San Miguel består till största delen av jordbruksmark.